# Bhadrak (Distrikt)
Der Distrikt Bhadrak (Oriya ଭଦ୍ରକ ଜିଲ୍ଲା Bhadraka Jillā) ist ein Distrikt im ostindischen Bundesstaat Odisha.
Der Distrikt liegt in der Küstenebene nördlich des Unterlaufs des Baitarani. Der Fluss Salandi durchfließt den Distrikt. Im Osten reicht der Distrikt bis an die Küste des Golfs von Bengalen.
Verwaltungssitz ist die Stadt Bhadrak. Die Fläche beträgt 2505 km² (nach anderen Angaben 2787,9 km²). Die Bevölkerungsdichte liegt bei 601 Einwohner/km².
Der Distrikt Bhadrak entstand am 1. April 1993, als er aus dem damaligen Distrikt Balasore herausgelöst wurde.

## Bevölkerung
Im Distrikt lebten im Jahr 2011 1.506.337 Einwohner. Das Geschlechterverhältnis betrug 981 Frauen auf 1000 Männer. Die Alphabetisierungsrate lag bei 82,78 % (89,64 % bei Männern, 75,83 % bei Frauen).
Der überwiegende Teil der Bevölkerung ist hinduistisch (92,84 %), 6,92 % sind Muslime.

## Verwaltungsgliederung
Der Distrikt besteht aus einer Sub-Division: Bhadrak.
Zur Dezentralisierung der Verwaltung ist der Distrikt in 7 Blöcke unterteilt:
- Basudebpur
- Bhadrak
- Bhandaripokhari
- Bonth
- Chandbali
- Dhamnagar
- Tihidi

Des Weiteren gibt es 7 Tahasils:
- Basudebpur
- Bhadrak
- Bhandaripokhari
- Bonth
- Chandbali
- Dhamnagar
- Tihidi

Im Distrikt befinden sich folgende ULBs: die Municipalities Bhadrak und Basudebpur.
Außerdem sind 193 Gram Panchayats im Distrikt vorhanden.